# Christopher T. Hunziker

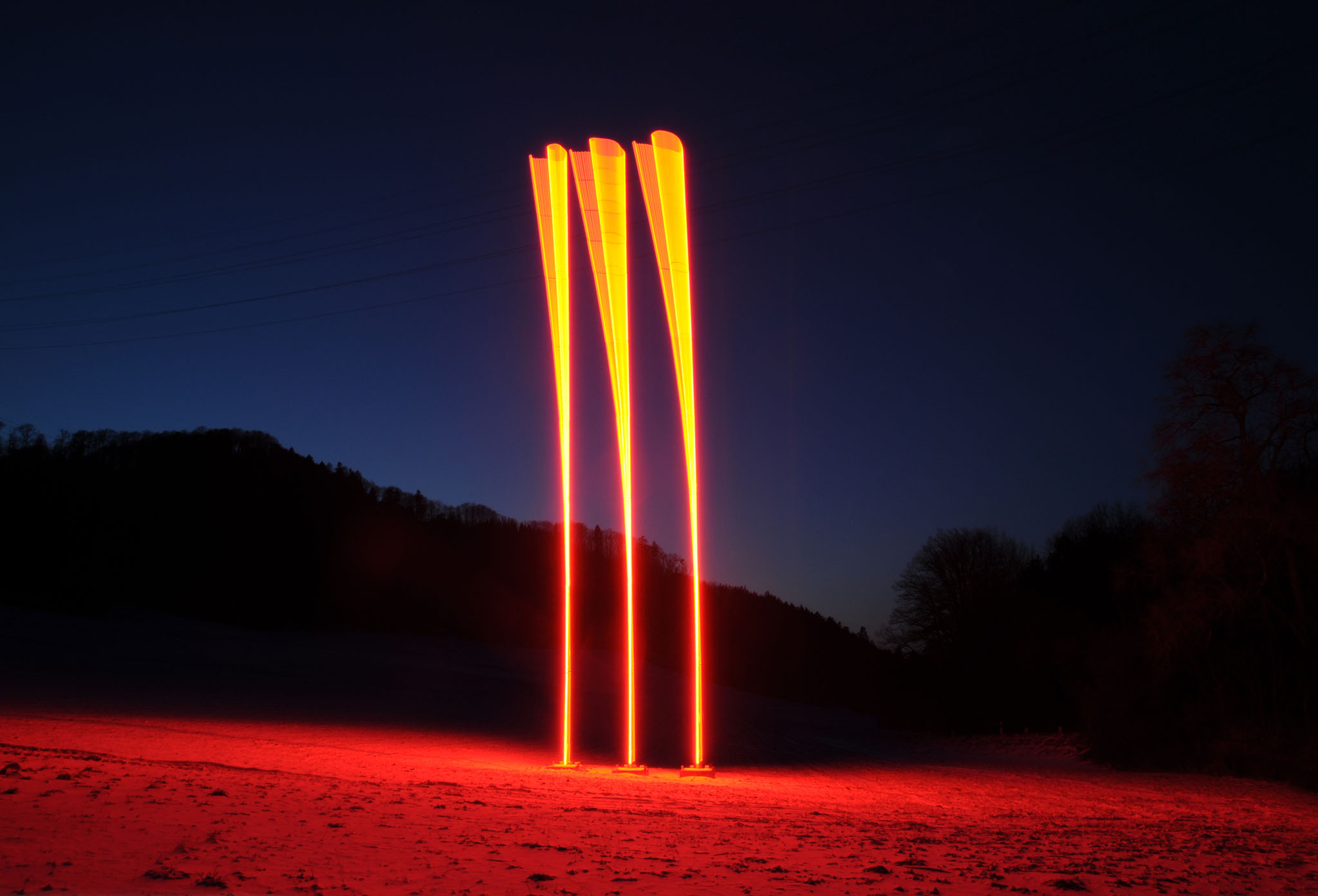
Red Lines in a Landscape, Januar 2010, Neon, 3 × 25 m

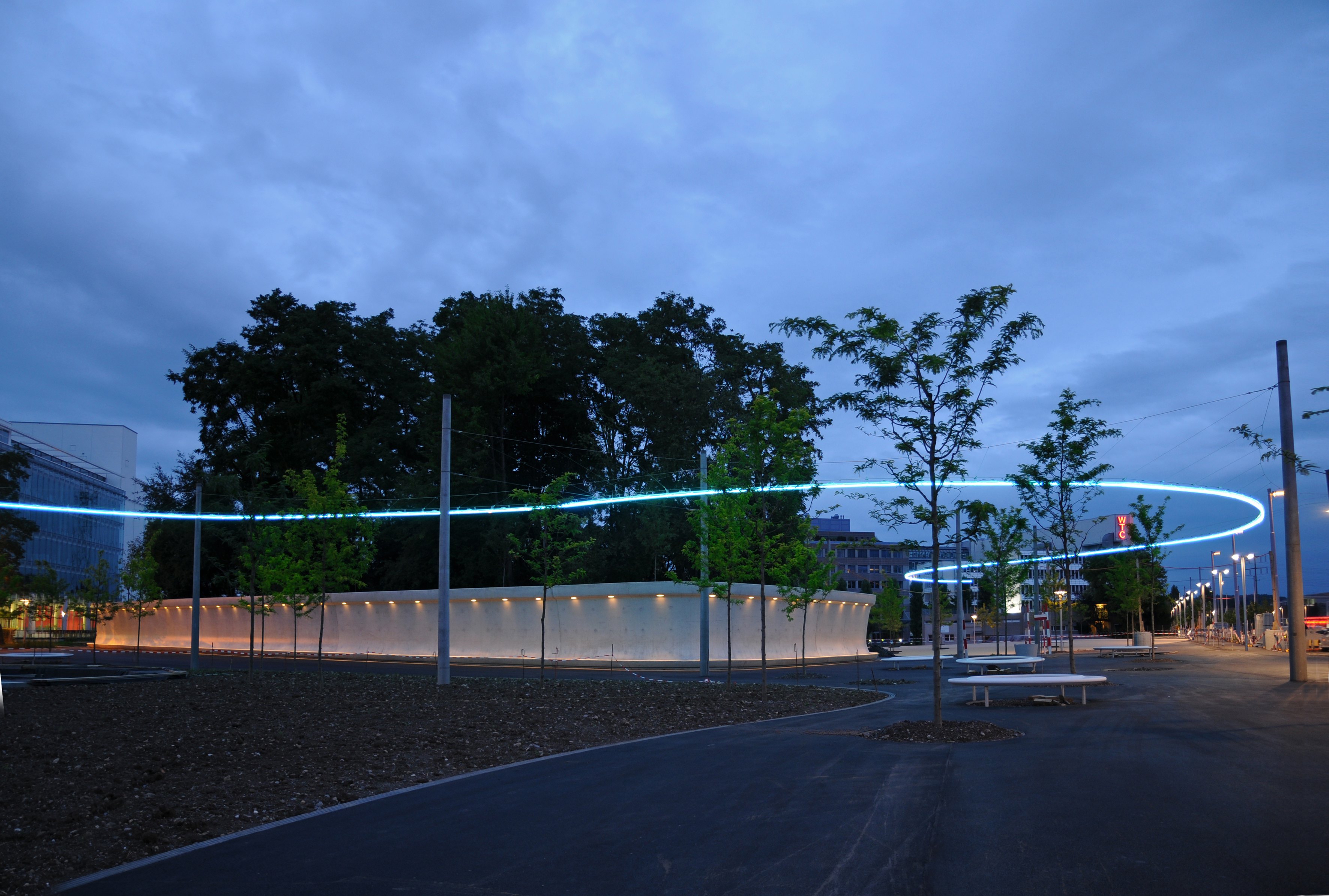
Das blau leuchtende Leutschenlicht schlängelt sich um den Baumtopf des alten Schiesshügels, 2008

Christopher T. Hunziker (* 3. September 1956 in Atlanta, Georgia) ist ein Schweizer Künstler. Neben Kunst im öffentlichen Raum und Kunst am Bau gehören grossmasstäbliche Raum- und Lichtinstallationen sowie landschaftsarchitektonische und stadträumliche Entwürfe zu seiner Arbeit.

## Leben
Christopher T. Hunziker wuchs in den USA, Indonesien, Paris und der Schweiz auf. Nach dem Besuch des Unterseminars in Küsnacht studierte er 1976/77 an der University of Kansas Mathematik, Physik und Kunstgeschichte. Er liess sich anschliessend an der ETH Zürich zum Architekten ausbilden. Im Anschluss studierte er 1984–1985 an der Städelschule in Frankfurt am Main, bei Peter Cook und Peter Kubelka Architektur und Kunst. 
1986 begann seine Tätigkeit als freischaffender Künstler mit Zeichnung, Radierung und Malerei. Ab 1986 war er in der Lehre, zuerst als Assistent am Lehrstuhl Peter Jenny, Abteilung Architektur an der ETH Zürich tätig. 1990 wurde er von Dieter Kienast als Dozent für Zeichnen und Architekturdarstellung an die Hochschule für Technik Rapperswil in die Abteilung Landschaftsarchitektur geholt, wo er bis 2001 auch als Dozent für Landschaftsarchitektur, Räumliches Gestalten und Visuelle Kommunikation wirkte. 
Seit 1999 ist er Mitglied der Künstlergruppe Winterthur. 1997 wurde er als Nachfolger von Irma Noseda Geschäftsleiter des Forum Architektur Winterthur. Von 2009 bis 2013 lehrte er an der Hochschule für Technik Zürich HSZ-T, später ZHAW, Entwurf und Konstruktion sowie Stadtraumgestaltung und ab 2013 Visuelle Kommunikation und Städtebau an der OST - Ostschweizer Fachhochschule. Seit 2017 ist er Mitglied der Visarte, Berufsverband der visuell schaffenden Künstlerinnen und Künstler Schweiz. 2018 wurde er Mitglied der Kunstkommission der Stadt Winterthur.
Als Folge der internationalen Wettbewerbsgewinne Wahlenpark 2001 und Leutschenpark 2002 gründete Hunziker die Firma «Christopher T. Hunziker GmbH» in Zürich, mit dem Zweck der Realisierung von Projekten der Bauarchitektur, der Kunst am Bau, Kunst im öffentlichen Raum, der Landschaftsarchitektur und der Stadtgestaltung. Er realisierte in Planergemeinschaft mit Dipol Landschaftsarchitekten, Basel bis 2005 den Wahlenpark in Zürich-Oerlikon und bis 2009 mit Dipol Landschaftsarchitekten und Müller Sigrist Architekten in Zürich den Leutschenpark, die Neugestaltung der Leutschenbachstrasse in Zürich Seebach sowie 2007 die Neugestaltung Marktplatz Oerlikon.
Hunziker lebt seit 2009 in Birmensdorf und ist seit 1998 mit der ETH-Architektin Daniela Ruckli verheiratet und hat mit ihr eine Tochter und einen Sohn.

## Werk
Bestimmend für Hunzikers Werk ist seine handwerkliche, technische und intellektuelle Vielseitigkeit bei der Gestaltung philosophisch-religiöser und gesellschaftspolitischer Themen. Sein Ziel ist Kunst als gesellschaftspolitische Gegenposition zum konsum- und kapitalgeprägten Kunstbegriff, wie er vom Kunstmarkt vertreten wird. Seine Haltung zeigt sich besonders in seiner öffentlichen Kunst, die sich durch die Ortsgebundenheit und die öffentliche Finanzierung dem Markt entzieht. Internationale Aufmerksamkeit erregten die grossmasstäblichen, städtebaulichen Lichtinstallationen Leutschenlicht im Leutschenpark, der blaue Glasbalken im Wahlenpark, "Red Lines in a Landscape" in Winterthur sowie Bioquant an der Universität Heidelberg. CTH ist auch als Dozent für Visuelle Kommunikation an der Hochschule für Technik Rapperswil tätig.

## Ausstellungen (Auswahl)
- Paradise, lost, 6. Skulpturen-Biennale Weiertal Winterthur, 2019, Sleeping Sculpture, Kurator: Christoph Doswald
- Werkraum Bregenzerwald, Wood Loop, Gewerbemuseum Winterthur, Greutmann Bolzern, Annette Douglas, Gramazio Kohler, Fries & Zumbühl, Beat Zoderer, Bregenzerwald, Andelsbuch, 2014
- Kunstmuseum Olten, Wie der Schatten das Licht, zeitgenössische Positionen zur Arbeit mit Licht in der Kunst. Kuratorin: Dorothee Messmer, 2012
- Wood Loop, Gewerbemuseum Winterthur, Atelier DUKTA, Werkauftrag zusammen mit Greutmann Bolzern, Annette Douglas, Atelier Oi, Gramazio Kohler, Beat Zoderer, Stadt Winterthur, 2012
- Stadt Winterthur, Ankauf Grossskulptur Grosse Chaos Lines, Platz Theater Winterthur, 2012
- 5. Schweizer. Triennale der Skulptur, Bad Ragaz, Chaos Lines, Inshallah, 2012
- Stadttheater Winterthur, Das grosse Chamer Raumstück, Inshallah – 'so Gott will...‘ Kunst am Bau, 2011

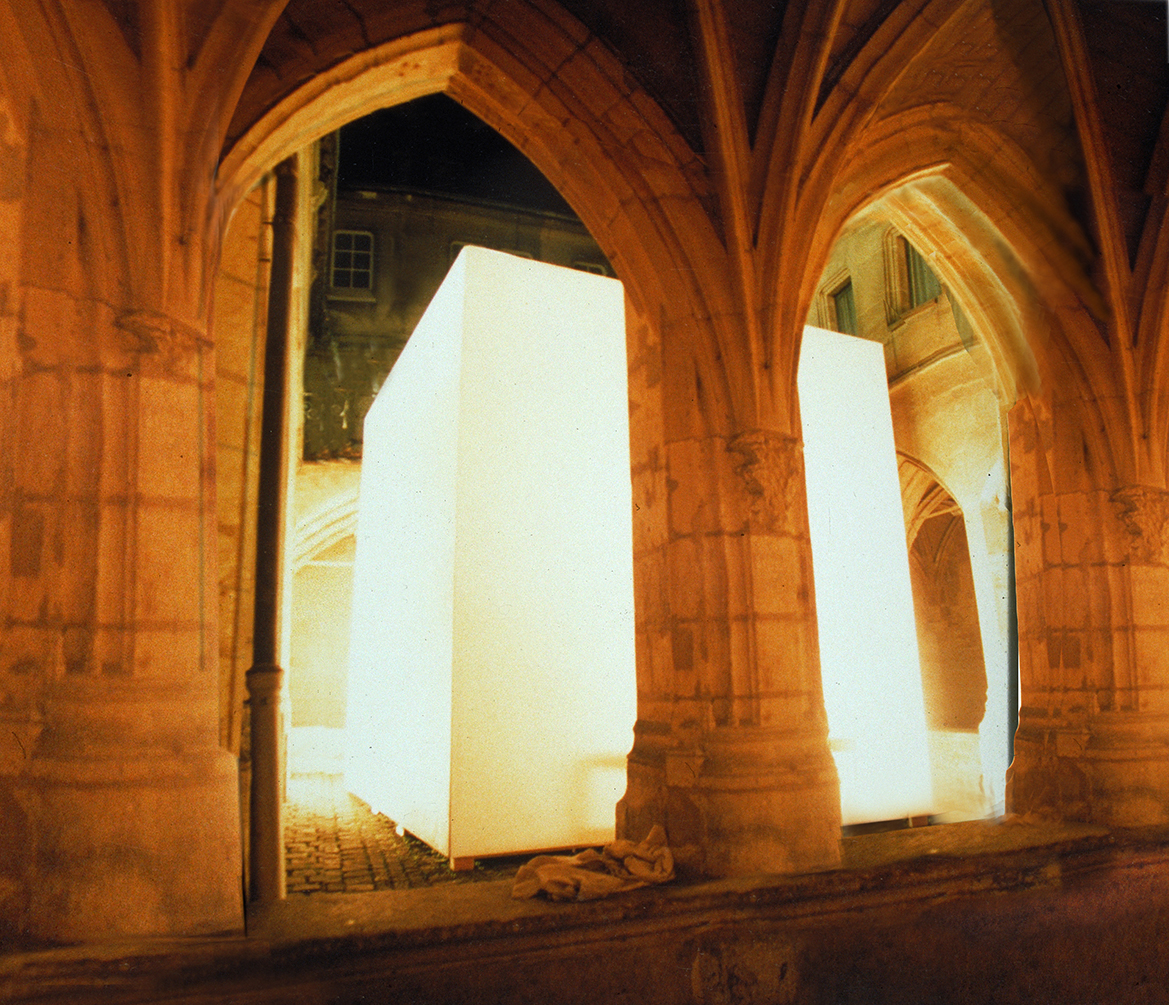
Chapelle éphemère, Gebilde als Architektur, Painting as Architecture. Kunstinstallation im Aussenraum, ein begehbarer Bildraum, 6 m × 6 m × 6 m, Sechs Leinwände, doppelt bespannt, Acryl auf Leinwand zum Gebäude gefügt.
Patronat der Schweizer Botschaft, mit Unterstützung der Pro Helvetia, Cloître des Billettes, Marais, Paris, 1994

- 3. Internationale Lichttage Winterthur, Red Lines in a Cityscape, 2010
- Red Lines in a Landscape, Skulpturen Symposium Winterthur, 2009, Winter 2010
- Licht, städtebauliche Lichtinstallation am Wintower, ehemals Sulzerhochhaus Winterthur, Internationale Lichttage Winterthur 2004
- Scheller Unterführung, Stadt Wetzikon, 2002
- Chapelle, Rauminstallation im Aussenraum, Unter dem Patronat der Schweizer Botschaft, mit Unterstützung der Pro Helvetia, 1994
- Chapelle Film ATVR Productions Paris, Uraufführung am 21. Dezember 1994 im Centre culturel suisse
- L’ éspace commençe derrière les sourçille, Centre d’Art et d’Essay, Lucernaire (centre culturel) Paris, 1994
- Orte der Dispersion II, Einzelausstellung, drei Rauminstallationen, Kunsthaus Glarus, 1992
- Orte der Dispersion I, Kunsthalle Winterthur, 1990
- Das grosse Chamer Raumstück, Ausstellung Grosse Formate, Forum Junge Kunst, Cham, 1989

## Kunst am Bau und im öffentlichen Raum
- We have a Dream - L’ Etat c’ est Vous, Kunst am Bau, Wettbewerb, 1. Preis, Siedlung Waid, Zürich. BEP-Baugenossenschaft des eidgenössischen Personals, Architektur: Buchner+Bründler Architekten, Basel, 2020
- Eingeladener Studienauftrag für Kunst am Bau, Ersatzneubau Triemli 1, Baugenossenschaft Rotach Zürich, 2016, Architektur: HLS Architekten, Zürich
- Eingeladener Studienauftrag für Kunst im öffentlichen Raum und Platzgestaltung, ‘Bauhausplatz am Domagkpark, Schwabing’, Stadt München, mit Realgrün Landschaftsarchitekten, München, 2016
- Duell, Kunst am Bau Wettbewerb, 1. Preis, Sportzentrum Rennweg BBW, Baudirektion des Kantons Zürich, Architektur: Hopf+Wirth Architekten, 2015
- Masterplan Bahnhof Winterthur eingeladener Wettbewerb, Stadt Winterthur
- Grosse Chaos Lines, Kunstankauf der Stadt Winterthur: Theater Winterthur, 2012
- Aeon, Kunst am Bau, Wettbewerb 1. Preis, Schulthesspark, Zürich Hottingen, 2009
- Leutschenlicht, städtebauliche Rauminstallation, Kunst im öffentlichen Raum, Leutschenpark, Seebach, Stadt Zürich, Westiform AG, Kummler+Matter, Schnetzer Puskas Ing., 2008.
- Bioquant, Kunst am Bau, Wettbewerb, 1. Preis, Universität Heidelberg, Land Baden-Württemberg, Architektur: Volker Staab, Staab Architekten, Berlin, Westiform AG Schweiz, 2007.
- Studienauftrag Stadtgestaltung Gossau (SG) mit Beate Eckhardt, 2007
- Blauer Glasbalken, Wahlenpark, städtebauliche Rauminstallation, Kunst im öffentlichen Raum, Wahlenpark Zürich, Stadt Zürich, Grün Stadt Zürich, Moser Ing. AG, 2005.
- Studienauftrag Gossau 2020, mit Stephan Mäder und Stefan Kurath, 2003
- Städtischer Freiraum Leutschenbach 1. Preis Internationaler Wettbewerb für Freiraumgestaltung, in Zusammenarbeit mit Dipol L.A., Basel und Müller Sigrist, Architekten, Zürich, 2003
- Wahlenpark Zürich, 1. Preis Internationaler Wettbewerb für Freiraumgestaltung, in Zusammenarbeit mit Dipol Landschaftsarchitekten, 2002
- Scheller Unterführung, Stadteingang Wetzikon, städtebauliche Rauminstallation, Kunst im öffentlichen Raum, Stadt Wetzikon, TBF + Partner Ing. AG, Zürich, 2002, Walser Zumbrunn Architekten, Winterthur

## Auszeichnungen
- 1983: Friedrich Reisestipendium der Architekturabteilung, ETH Zürich
- 1988: Förderbeitrag des Kuratoriums des Kantons Aargau
- 1989: Kunststipendium des Kantons Zürich
- 1992: Werkbeitrag für bildende Kunst des Kantons Aargau
- 1992: Cité Internationale des Arts Paris, Gastatelier des Kantons Aargau
- 1998: Carl-Heinrich-Ernst-Kunstpreis, Winterthur

## Publikationen (Auswahl)
- Bild und Bildraumstrukturen im Frühislam: Reise nach Andalusien 1986: Reisebericht : Betrachtungen/Aufsätze + Illustrationen: Das Inbild der Islam, wir und die Moderne, Andalusien und früher Islam. Standort: ETH Zürich, Baubibliothek, Signatur: A (x I) 207
- Christopher T. Hunziker: Orte der Dispersion – die Gleichgültigkeit der Standorte. Kunsthalle Winterthur, 1990.
- Orte der Dispersion II. Videokatalog, Kunsthaus Glarus, 2001. Vorwort: Peter Jenny.
- Dokumente zur modernen Schweizer Architektur, Hans Leuzinger, Annette Schindler. gta Verlag ETHZ, ISBN 3-85676-051-2.
- Zeichnungen (= Berichte der St. Gallischen Naturwissenschaftlichen Gesellschaft. Band 88). 'Moore', ISBN 3-9520833-4-8
- Massgeschneidert, Feuerwehrhauptgebäude Winterthur.. In: Werk, Bauen + Wohnen, Patrick Hönig, Nr. 04, 2001
- ARArium, a place to think about water, RE-Source Award Entry, Stadt Wetzikon. 2002.
- Konzepte für die Stadt, Zentrum Zürich Nord, Wahlenpark (= Topos Nr. 38). 2002.
- Teamarbeit als Strategie. Radio DRS II, Reflexe, Interview mit Karin Salm, 2002.
- Kunst am Bau, Alterszentrum Neumarkt, Peter Stutz-Bauten und Projekte. Monografien Schweizerarchitekten und Architektinnen, Niggli Verlag, ISBN 3-7212-0484-0.
- Urbane Landschaftsarchitektur in Zürich. Garten + Landschaft. Nr. 11, November 2004.
- Kunst im öffentlichen Raum in Winterthur (= Kunstführer der Stadt Winterthur.) 2004, ISBN 3-9522599-2-6.
- Blauer Glasbalken. In: Dimension. Magazin der Holcim Schweiz, Juni 2005, Nr. 1.
- Architekturführer Zürich 1990–2005: Blauer Sitzbalken und Wahlenpark, Oerlikon; Leutschenlicht und Leutschenpark, Zürich Seebach. Verlag Hochparterre, 2004, ISBN 3-909928-02-1.
- So baut man eine Stadt: Neu-Oerlikon, zum Wahlenpark, Landschaftsarchitektur und Kunst im öffentlichen Raum. Sonderbeilage Hochparterre. Nr. 6/7, 2005.
- Zürich – Ein Begleiter zu neuer Landschaftsarchitektur. Claudia Moll. Callwey Verlag, München 2006, ISBN 978-3-7667-1680-4
- Bioquant, Universität Heidelberg. Finanzministerium Baden-Württemberg, 2007.
- Spezifisch Landschaftsarchitektur in der Schweiz, Wahlenpark Zürich, blauer Glasbalken. Architekturforum Zürich, 2007
- Innovation durch interdisziplinäre Zusammenarbeit. Fallstudie: Lichtinstallation Bioquant, Innovation-Management, Nr. 2, 2007.
- Zwischen den Disziplinen. Ausstellung, der SIA Sektion Zürich, 2007
- Landschaft und Kunst. Anthos Nr. 01/09, BSLA Bund Schweizer Landschaftsarchitekten, ISBN 978-3-905656-44-2, ISSN 0003-5424
- Lichtkunst – Installationen von Christopher T. Hunziker. Verlag Hochparterre, Sonderausgabe, Beilage No. 8 / 2009.
- Bioquant. Universität Heidelberg (Hrsg.) Finanzministerium Baden-Württemberg, 2007
- Lumiére, AMC. In: Le Moniteur Architecture, Hors Serie. No. 189 ISBN 978-2-281-19428-9
- Actualité-Parc a Zurich, AMC. In. Le Moniteur Architecture. No. 189, ISSN 0998-4194
- Kunst auf dem Campus – Kunst am Bau der Universität Heidelberg nach 1945. Christmut Präger (Hrsg.) Athenaeum, Stiftung für Kultur und Wissenschaft, Akademische Verlagsgesellschaft, Heidelberg 2011, ISBN 978-3-89838-658-6.
- 5. Schweizerische Triennale der Skulptur in Bad Ragaz und Vaduz. Ausstellungskatalog. 2012.
- Dem Wachstum begegnen – Amt für Städtebau Winterthur 2007 bis 2012. CTH im Gespräch mit dem Stadtbaumeister Michael Hauser. (Hrsg.) Amt für Städtebau, Winterthur 2012.
- Wood Loop – auf biegen und brechen. Gewerbemuseum Winterthur, Ausstellungskatalog, Verlag Hochparterre, 2012.
- Raum Perspektive Farbe, Konzeptionelles Zeichnen und Entwerfen Studium Landschaftsarchitektur. HSR Hochschule für Technik Rapperswil. Dedalo Verlag, 2014, ISBN 978-3-9524558-0-7.
- Raum Perspektive Farbe, Konzeptionelles Zeichnen und Entwerfen 2014–2019, Studium Landschaftsarchitektur. HSR Hochschule für Technik Rapperswil. Dedalo Verlag, 2019, ISBN 978-3-9524558-1-4.
- Paradise, lost. Ausstellungskatalog. Herausgeber: Christoph Doswald und Biennale Kulturort Weiertal. 2019.